# Naiche
Chefe Naiche (/naɪtəi/ NYE-chee;c. 1857-1919) foi o último chefe hereditário da tribo Chiricahua.
Naiche, cujo nome em inglês significa "intrometido" ou "criador de travessuras", é alternadamente escrito Nache, Nachi ou Natchez.
Ele era o filho mais novo de Cochise e sua esposa Dos-the-she (Dos-tes-ey, - "Something-at-the-campfire-já-cozido", b. 1838), seu irmão mais velho era Tah-zay aka Chief Taza.
Naiche foi descrito como um homem alto e bonito com um rolamento digno que refletia o equivalente apache de uma linhagem real como filho de Cochise (líder do grupo local Chihuicahui do Chokonen e chefe principal da banda Chokonen do Apache Chiricahua) e Dos-the-she, filha do grande Warm Spring/Mimbreño Chefe Mangas Coloradas. Britton Davis o descreveu como tendo 1,80m de altura, o que era alto para um Apache.
Ele tinha três esposas, Haozinne, E-Clah-he, e Na-deh-yole, e quatorze filhos.
Após a morte de seu pai Cochise em 1874, o irmão de Naiche, Taza, tornou-se o chefe; no entanto, Taza morreu alguns anos depois, em 1876, e o escritório foi para Naiche. Na década de 1880, Naiche e Geronimo entraram em guerra juntos.
Em 1880, Naiche viajou para o México com a banda de Geronimo, para evitar a realocação forçada para a Reserva Indígena Apache de San Carlos, no Arizona. Eles se renderam em 1883, mas escaparam da reserva em 1885, de volta ao México.
Oficialmente o líder do último grupo de apaches renegados no sudoeste, Naiche e Geronimo se renderam ao General Nelson Miles em 1886.
Naiche e outros apaches pediram para voltar ao Arizona, enquanto ainda estavam presos em Fort Marion. Os EUA não permitiram seu retorno, mas as tribos Kiowa e Comanche se ofereceram para compartilhar suas reservas no sudoeste de Oklahoma com os Chiricahua, então Naiche e 295 membros de sua banda se mudaram para Fort Sill, Oklahoma, onde se tornaram a Tribo Apache fort Sill. Em 1913, Naiche mudou-se para a Reserva Indígena Mescalero, no Novo México.
Naiche tinha a reputação de ser o melhor artista indiano daquele período. Ele pintou suas fotos na pele de veado em cores. Seus súditos eram flores, veados, outros animais selvagens, peru e vários objetos da natureza, como ele os via. Ele também esculpiu bengalas de madeira e as pintou em cores diferentes.

## Morte
Naiche morreu de gripe em 16 de março de 1919 em Mescalero, Novo México.